# Липновский повет
Липновский пове́т (пол. Powiat lipnowski) — повет (район) в Польше, входит как административная единица в Куявско-Поморское воеводство. Центр повета — город Липно. Занимает площадь 1015,6 км². Население — 66 823 человека (на 31 декабря 2015 года).

## Административное деление
- города: Липно, Добжинь-над-Вислой, Скемпе
- городские гмины: Липно
- городско-сельские гмины: Гмина Добжинь-над-Вислой, Гмина Скемпе
- сельские гмины: Гмина Бобровники, Гмина Хростково, Гмина Кикул, Гмина Липно, Гмина Тлухово, Гмина Вельге

## Демография
Население повета дано на 31 декабря 2015 года.
| Перепись            | Всего  | Мужчины | Женщины |
| ------------------- | ------ | ------- | ------- |
| Всего               | 66 823 | 33 239  | 33 584  |
| Городское население | 20 561 | 9956    | 10 605  |
| Сельское население  | 46 262 | 23 283  | 22 979  |